# Liste der Einträge im National Register of Historic Places im Whitman County
Diese Liste der Einträge im National Register of Historic Places im Whitman County enthält alle im Whitman County, Washington in das National Register of Historic Places eingetragenen Gebäude, Bauwerke, Objekte, Stätten oder historischen Distrikte.
Diese Liste entspricht dem Bearbeitungsstand des National Park Service/National Register of Historic Places vom 16. August 2024.

## Legende
| NRHP | Historic Place             |
| HD   | National Historic District |

## Aktuelle Einträge
| [ 2 ] | Name                                     | Bild                                     | Eintragsdatum                  | Lage | Ort        | Beschreibung |
| ----- | ---------------------------------------- | ---------------------------------------- | ------------------------------ | --- | ---------- | ------------ |
| 1     | J. C. Barron Flour Mill                  | weitere Bilder                           | 8. Feb. 1978 ID-Nr. 78002788   | 1st and Jackson Sts. 47° 7′ 49″ N, 117° 14′ 27″ W                                                                  | Oakesdale  |              |
| 2     | Canyon Grain Bin and Chutes              | weitere Bilder                           | 22. Sep. 1988 ID-Nr. 88001539  | östlich von County Rd. 7030, nordöstlich der Kreuzung der County Rds. 7030 und 7010 46° 37′ 45,8″ N, 118° 3′ 12″ W | Hay        |              |
| 3     | Central Service Station                  | Central Service Station                  | 24. Apr. 2007 ID-Nr. 07000365  | 534 Whitman St. 47° 14′ 10″ N, 117° 22′ 7″ W                                                                       | Rosalia    |              |
| 4     | College Hill Historic District           | College Hill Historic District           | 3. Nov. 2006 ID-Nr. 06000701   | zwischen dem Stadium Way, der B St., Howard St., und Indiana St. 46° 44′ 19″ N, 117° 10′ 13″ W                     | Pullman    |              |
| 5     | Collins House and Granary                | Collins House and Granary                | 30. Juli 1974 ID-Nr. 74001993  | südöstlich von Uniontown am U.S. 195 46° 28′ 26″ N, 117° 3′ 0″ W                                                   | Uniontown  |              |
| 6     | Cordova Theater                          | weitere Bilder                           | 18. März 2004 ID-Nr. 04000200  | 135 N. Grand Ave. 46° 43′ 57″ N, 117° 10′ 54″ W                                                                    | Pullman    |              |
| 7     | F Street Bridge                          | F Street Bridge                          | 16. Juli 1982 ID-Nr. 82004308  | über den Palouse River 46° 54′ 36″ N, 117° 4′ 7″ W                                                                 | Palouse    |              |
| 8     | Florence Ferguson House                  | Florence Ferguson House                  | 19. Apr. 2011 ID-Nr. 10000996  | 504 North Mill Street 46° 53′ 2″ N, 117° 21′ 48″ W                                                                 | Colfax     |              |
| 9     | Edwin H. Hanford House                   | Edwin H. Hanford House                   | 15. Mai 1986 ID-Nr. 86001068   | nördlich der WA 217 47° 7′ 33″ N, 117° 13′ 25″ W                                                                   | Oakesdale  |              |
| 10    | Gustave Heilsberg Farm                   | weitere Bilder                           | 22. Sep. 1988 ID-Nr. 88001534  | U.S. Route 2 in Washington 46° 48′ 23″ N, 117° 29′ 14″ W                                                           | Colfax     |              |
| 11    | Henley Site                              |                                          | 19. Sep. 1977 ID-Nr. 77001369  | Adresse nicht veröffentlicht                                                                                       | Hay        |              |
| 12    | Holy Trinity Episcopal Church            | Holy Trinity Episcopal Church            | 30. März 2005 ID-Nr. 05000249  | 105 E. Alder St. 46° 54′ 50″ N, 117° 4′ 37″ W                                                                      | Palouse    |              |
| 13    | Interior Grain Tramway                   | weitere Bilder                           | 22. Sep. 1988 ID-Nr. 88001538  | Snake River Canyon, nördlich von Wawawai 46° 39′ 43″ N, 117° 22′ 38″ W                                             | Pullman    |              |
| 14    | T. A. Leonard Barn                       | weitere Bilder                           | 2. Mai 1986 ID-Nr. 86000963    | an der Südseite am Old Moscow Hwy. 46° 42′ 16″ N, 117° 7′ 23″ W                                                    | Pullman    |              |
| 15    | Manning-Rye Covered Bridge               | weitere Bilder                           | 16. Juli 1982 ID-Nr. 82004307  | über den Palouse River 46° 55′ 42,2″ N, 117° 24′ 55,2″ W                                                           | Colfax     |              |
| 16    | Masonic Hall                             | Masonic Hall                             | 12. Feb. 1987 ID-Nr. 87000057  | Straßenecke von Main und Second Sts. 47° 5′ 25″ N, 117° 2′ 40″ W                                                   | Farmington |              |
| 17    | R. C. McCroskey House                    | R. C. McCroskey House                    | 21. Nov. 1974 ID-Nr. 74001992  | 4th und Manring Sts. 47° 0′ 46″ N, 117° 8′ 32″ W                                                                   | Garfield   |              |
| 18    | McGregor Ranch                           | McGregor Ranch                           | 22. Sep. 1988 ID-Nr. 88001535  | südlich von Hooper 46° 42′ 53″ N, 118° 4′ 27″ W                                                                    | Hooper     |              |
| 19    | Northern Pacific Railway Depot - Pullman | weitere Bilder                           | 26. Aug. 2019 ID-Nr. 100004328 | 330 N. Grand Ave. 46° 43′ 53″ N, 117° 10′ 45,5″ W                                                                  | Pullman    |              |
| 20    | Oakesdale City Hall                      | Oakesdale City Hall                      | 29. Apr. 1993 ID-Nr. 93000360  | E. 101 Steptoe 47° 7′ 42″ N, 117° 14′ 29″ W                                                                        | Oakesdale  |              |
| 21    | Palouse Main Street Historic District    | Palouse Main Street Historic District    | 8. Mai 1986 ID-Nr. 86001026    | Main St. zwischen K und Mary Sts. 46° 54′ 36″ N, 117° 4′ 31″ W                                                     | Palouse    |              |
| 22    | James A. Perkins House                   | weitere Bilder                           | 11. Dez. 1972 ID-Nr. 72001283  | N. 623 Perkins St. 46° 53′ 15″ N, 117° 22′ 0″ W                                                                    | Colfax     |              |
| 23    | Pullman High School                      | Pullman High School                      | 6. Aug. 1998 ID-Nr. 98001017   | 115 NW State St. 46° 43′ 52″ N, 117° 10′ 56″ W                                                                     | Pullman    |              |
| 24    | Rosalia Railroad Bridge                  | weitere Bilder                           | 16. Juli 1982 ID-Nr. 82004310  | WA 271 47° 13′ 15″ N, 117° 21′ 24″ W                                                                               | Rosalia    |              |
| 25    | St. Boniface Church, Convent and Rectory | St. Boniface Church, Convent and Rectory | 9. Dez. 1994 ID-Nr. 94001433   | 206 St. Boniface St. 46° 32′ 25″ N, 117° 5′ 27″ W                                                                  | Uniontown  |              |
| 26    | Star Route and Palouse Street Brick Road | weitere Bilder                           | 15. Apr. 2014 ID-Nr. 14000168  | Bestandteil der Maple und Palouse Streets 46° 43′ 49,7″ N, 117° 10′ 40,6″ W                                        | Pullman    |              |
| 27    | Max Steinke Barn                         | Max Steinke Barn                         | 22. Sep. 1988 ID-Nr. 88001536  | Rt. 1, Box 130 47° 6′ 56″ N, 117° 40′ 25″ W                                                                        | St. John   |              |
| 28    | Steptoe Battlefield Site                 | weitere Bilder                           | 6. Mai 1976 ID-Nr. 76001924    | südöstlich von Rosalia 47° 13′ 46″ N, 117° 21′ 49″ W                                                               | Rosalia    |              |
| 29    | Stevens Hall                             | weitere Bilder                           | 26. März 1979 ID-Nr. 79002567  | Campus und Administration Sts. 46° 43′ 54″ N, 117° 9′ 55″ W                                                        | Pullman    |              |
| 30    | William Swain House                      | William Swain House                      | 28. Juli 1994 ID-Nr. 94000801  | W. 315 Main St. 46° 43′ 50″ N, 117° 11′ 4,9″ W                                                                     | Pullman    |              |
| 31    | Tekoa Grain Company Elevator & Flathouse | Tekoa Grain Company Elevator & Flathouse | 22. Sep. 1988 ID-Nr. 88001537  | westlich von Tekoa 47° 13′ 22″ N, 117° 8′ 46″ W                                                                    | Lone Pine  |              |
| 32    | Albert W. Thompson Hall                  | weitere Bilder                           | 1. März 1973 ID-Nr. 73001894   | Administration Rd. auf dem Washington State University Campus 46° 43′ 53″ N, 117° 9′ 57″ W                         | Pullman    |              |
| 33    | United Presbyterian Church               | weitere Bilder                           | 7. Dez. 1989 ID-Nr. 89002095   | 430 Maple St. 46° 43′ 54″ N, 117° 10′ 32″ W                                                                        | Pullman    |              |
| 34    | U.S. Post Office – Colfax Main           | U.S. Post Office – Colfax Main           | 30. Mai 1991 ID-Nr. 91000643   | 211 S. Main St. 46° 52′ 45,1″ N, 117° 21′ 52,2″ W                                                                  | Colfax     |              |
| 35    | U.S. Post Office – Pullman               | weitere Bilder                           | 21. Aug. 2003 ID-Nr. 03000810  | SE 245 Paradise St. 46° 43′ 44″ N, 117° 10′ 46″ W                                                                  | Pullman    |              |
| 36    | Whitman County Library                   | weitere Bilder                           | 4. Aug. 2021 ID-Nr. 100006803  | 102 South Main St. 46° 52′ 50,5″ N, 117° 21′ 53,3″ W                                                               | Colfax     |              |